# أوسكار هيرش ديفيس
أوسكار هيرش ديفيس (بالإنجليزية: Oscar Hirsh Davis)‏ (و. 1914 – 1988 م) هو قاض من الولايات المتحدة الأمريكية .

## التعليم
تعلم في جامعة هارفارد، وجامعة كولومبيا.